# زیردریایی کلاس یانکی
زیردریایی کلاس یانکی (به انگلیسی: Yankee-class submarine) یک کلاس از زیردریایی است که طول آن ۱۳۲ متر (۴۳۳ فوت) می‌باشد.